# Chitral

Ligging van het Chitral District (rood) in de provincie Khyber-Pakhtunkhwa

Chitral (Urdu / Khowar: چترال, letterlijk weide) of de Chitralvallei is een gebied in het noorden van Pakistan. Chitral heeft de bestuurlijke status van een district en maakt deel uit van de provincie Khyber-Pakhtunkhwa. Chitral bestaat uit het dal van de bovenloop van de rivier de Kunar en zijdalen daarvan. Het dal ligt ingeklemd tussen de hoge bergketens van de Hindu Kush in het noordwesten en de Hindu Raj in het zuidoosten. 
Tot de 19e eeuw was Chitral een zelfstandige staat, die later een vazal van Brits-Indië werd. De hoofdstad is de gelijknamige stad Chitral. In het westen grenst het Chitral District aan het Ghizer District (deel van de regio Gilgit-Baltistan), in het zuiden aan de districten Upper Dir en Swat, in het noorden aan de Wachan-corridor in Afghanistan en in het westen aan de Afghaanse provincies Nuristan en Kunar. 

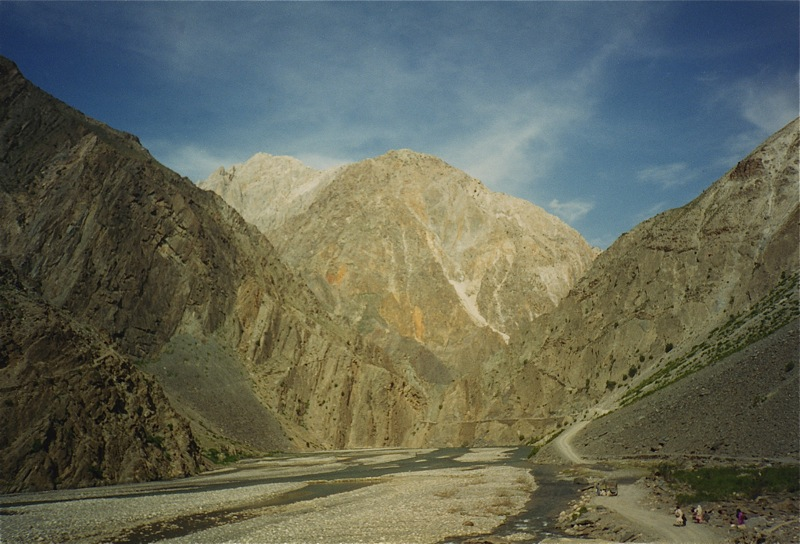
De Chitralvallei in de buurt van Mastuj

## Geografie
Chitral is vanaf de Karambarpas in het uiterste noordoosten tot de Afghaanse grens in het zuidwesten ongeveer 350 km lang. In het noordwesten liggen de hoogste toppen van de Hindu Kush, zoals de Noshaq (7492 m), de Saraghrar (7349 m) en de Tirich Mir (7708 m). De laatste berg torent als opvallend ijkpunt boven het lagere deel van de vallei.
Vanwege het onherbergzame terrein is Chitral slechts via drie wegen voor gemotoriseerd verkeer te bereiken: de Shandurpas (3719 m) naar Ghizer en Gilgit, de Lowaripas naar Dir en een weg stroomafwaarts naar Afghanistan. De twee paswegen zijn ongeveer de helft van het jaar afgesloten. De Karambarpas naar de Ishkomanvallei in het Ghizer District en twee andere passen naar Afghanistan, de Brogholpas en de Dorahpas, zijn alleen te voet begaanbaar. 
De bovenste helft van de vallei wordt Yarkhunvallei genoemd, mogelijk omdat dit gebied in het verleden aan de khan van Yarkand behoord heeft. De rivier wordt hier ook Yarkhun genoemd. Vanaf de samenkomst met het noordelijke zijdal Rich Gol 25 km ten westen van de plaats Mastuj wordt het dal Mastujvallei genoemd en de rivier de Mastuj. Bij de stad Chitral komt vanuit het noorden het zijdal
Lutkho Gol uit op het hoofddal. Dit zijdal loopt richting de Tirich Mir. Vanaf Chitral stroomafwaarts wordt de rivier ook Chitral genoemd. Bij de plaats Ayun komen de drie kleine zijdalen van de Kalash vanuit het westen op het hoofddal uit. Bij Mirkhani loopt de Lowaripas naar het zuiden terwijl het dal hier naar het zuidwesten verder loopt over de Afghaanse grens. Het dal loopt door tot de Afghaanse stad Jalalabad.
In de bergen ten noorden van de dalen van de Kalash ligt het Chitral Gol National Park. In dit nationaal park leven bedreigde diersoorten als sneeuwluipaarden, schroefhoorngeiten, Siberische steenbokken, bruine beren en wolven.

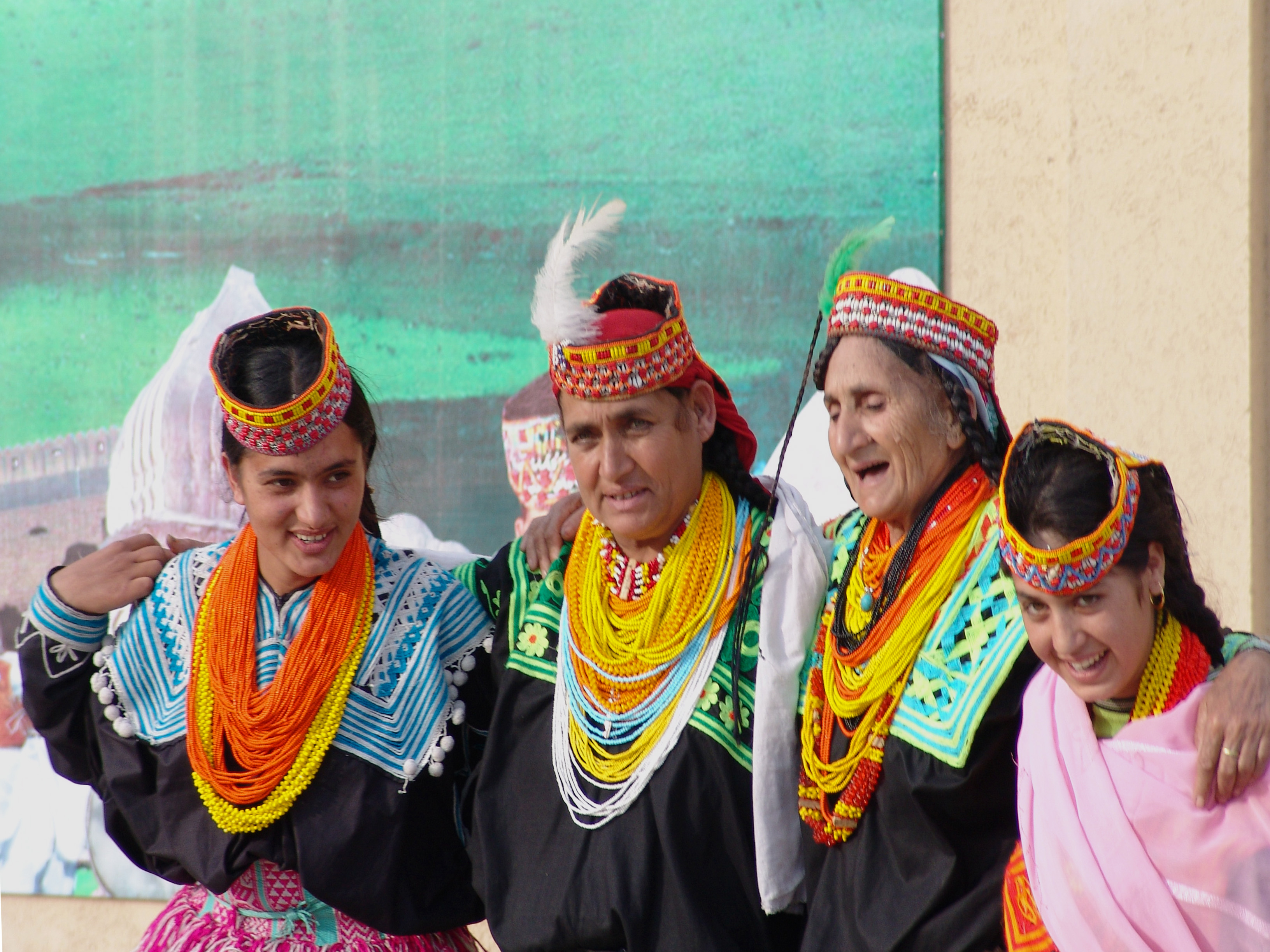
Vrouwen van de Kalasha in traditionele klederdracht

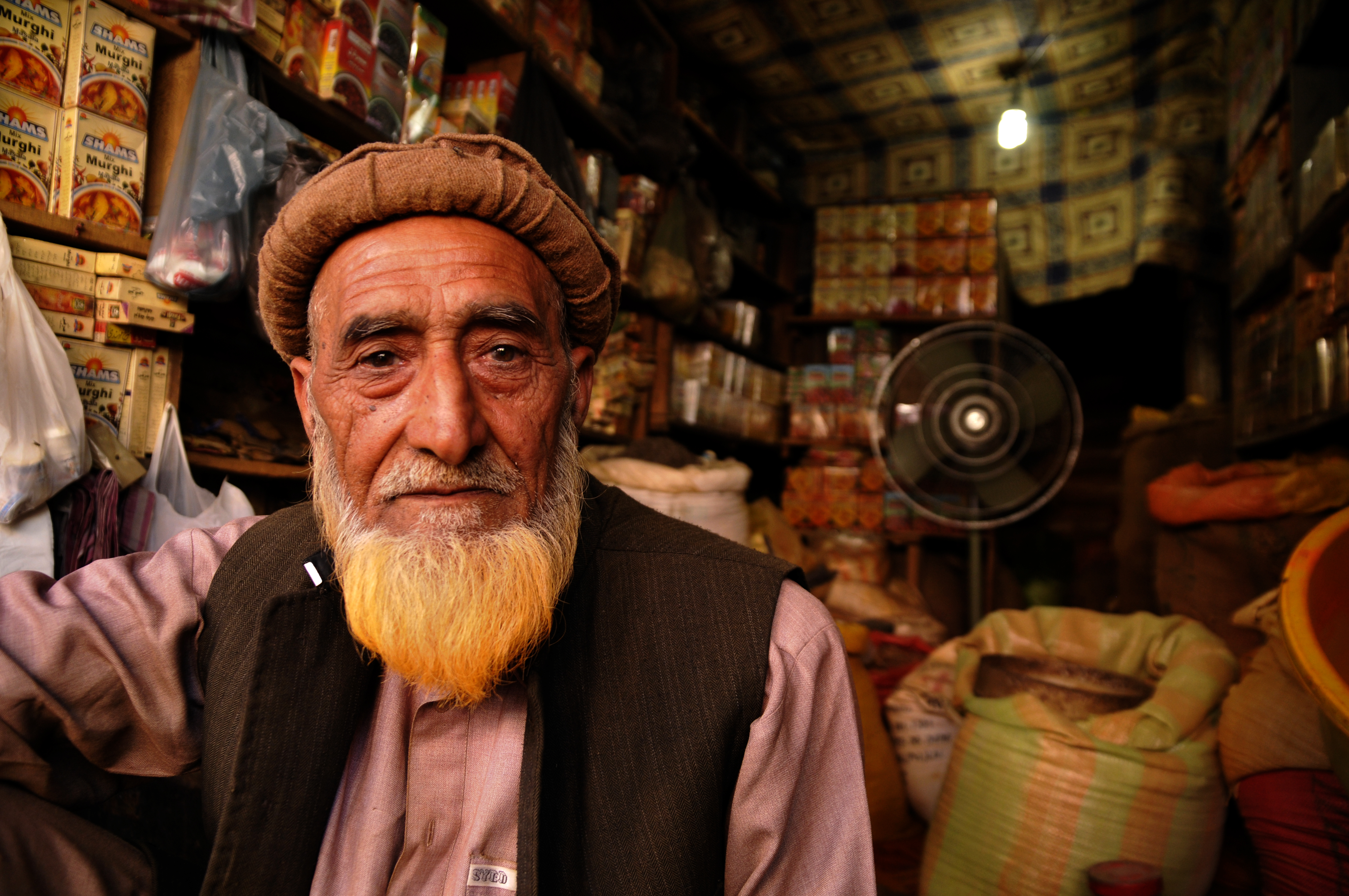
Kruidenier in Chitral

## Bevolking en cultuur
In 2004 woonden er in het Chitral District 378.000 inwoners. Hoewel het district ongeveer een vijfde van het oppervlak van de provincie Khyber-Pakhtunkhwa beslaat, vormen Chitrali's nog geen 1% van de bevolking van de provincie.
De belangrijkste bevolkingsgroep van de Chitralvallei zijn de Kho of Khow. Sommige Kho hebben blauwe ogen en blond haar, wat de mythe voedt dat ze van soldaten van Alexander de Grote afstammen. De mannen dragen vaak platte mutsen, die pakol genoemd worden. Vermoed wordt dat de Kho ooit uit Afghanistan het gebied zijn binnengetrokken. De taal die door de Kho gesproken wordt is het Khowar, dat ook geproken wordt in Ghizer, Yasin en Ishkoman aan de oostelijke zijde van de Shandurpas. Khowar is een Dardische taal die onder andere verwant is aan het Pashayi, dat in het oosten van Afghanistan gesproken wordt, en het Shina en Kohistani, talen die verder naar het oosten in Pakistan voorkomen. Er bestaan door Chitral verschillende dialecten van het Khowar.
In het zuiden van Chitral, inclusief het gebied rond de plaats Chitral, wonen ook Pashtun (Pathanen) en Kohistani's, afstammelingen van handelaren die uit het zuiden het gebied zijn binnengetrokken. Vanwege de burgeroorlogen in Afghanistan wonen in het gebied ook veel Afghaanse vluchtelingen. Daarom wordt in het zuiden van Chitral ook veel Pashto gesproken. In de zijdalen wonen herders die zichzelf tot de Gurjars rekenen, een soort overblijfsel van het hindoeïstische kastensysteem.
In het uiterste noorden wonen ook kleine groepen semi-nomadische Wakhi, een Tadzjieks bergvolk.
De Kalasha, die in de zijdalen ten westen van Ayun wonen, spreken Kalasha, een dialect van het Khowar. Ze behoren echter, samen met de bewoners van Nuristan, tot een grotendeels verdwenen etnische groep die vroeger grote delen van de Hindu Kush bevolkte. Het meest opmerkelijke aan de Kalasha is dat veel geen moslims zijn. Hun polytheïstische religie bevat rituelen die verwantschap met oude vedische teksten hebben. De Kalash zijn in het recente verleden meermaals door extremistisch-islamitische groepen bedreigd.
De meerderheid van het zuiden van Chitral is soennitisch moslim. In het noorden zijn de meeste bewoners echter nizari isma'ilieten. Dit zijn volgers van de Aga Khan, een imam of geestelijk leider wiens gezag overerfelijk is. Isma'ilieten hebben voor Pakistaanse begrippen vrijzinnige religieuze opvattingen. Vrouwen gaan over straat en dragen kleurrijke klederdracht, en het bezoek van de moskee wordt gezien als een persoonlijke aangelegenheid.
Het belangrijkste festival voor de Chitrali's is een jaarlijks polotoernooi op de Shandurpas, waarin teams uit Chitral het opnemen tegen teams uit Gilgit. De verschillende religieuze groepen hebben hun eigen feestdagen. Isma'ilieten vieren bijvoorbeeld het Perzische nieuwjaar (nowruz). De feesten van de Kalasha trekken antropologen en toeristen.

## Geschiedenis
Vanwege de afgelegen ligging van de Chitralvallei konden de heersers van Chitral eeuwenlang semi-onafhankelijk blijven als vazallen van de Shahidynastie van Kabul. De Chinese Tangdynastie, die ten noorden van de Hindu Kush Yarkand had onderworpen, wist het dal in de 9e eeuw kort te bezetten. De Chinezen moesten zich echter terugtrekken na nederlagen tegen Tibet. In die tijd was Chitral net als het noordoosten van Afghanistan overwegend boeddhistisch. 
In 1398 onderwierp de Turks-Mongoolse krijgsheer Timoer Lenk Chitral. Timoer gebruikte het gebied als uitvalsbasis voor zijn verdere plundertochten naar de Punjab en het sultanaat Delhi. 
In de 16e eeuw trouwde Baba Ayub, volgens de overlevering een kleinzoon van de Afghaanse heerser Husayn Bayqarah en een afstammeling van Timoer Lenk, met een dochter van de heerser van Chitral. Zijn zoon Sangin Ali diende als adviseur van de vorst van Chitral. Toen Sangin Ali stierf, grepen zijn zoons de macht door de vorst af te zetten.
Aan het begin van de 19e eeuw was Chitral verdeeld over verschillende elkaar onderling bestrijdende families, allen afstammelingen van Sangin Ali. De samenleving werd op feodale wijze bestuurd en slavenhandel was een belangrijke bron van inkomsten. De heerser in de plaats Chitral werd de mehtar genoemd. Chitral was een bondgenoot van Badakhshan tegen de Afghanen en voerde oorlogen met de Dogra-maharadja's van Jammu en Kasjmir. Mehtar Shah Afzal II sloot vrede met Jammu en Kasjmir in ruil voor een jaarlijkse genoegdoening. 
De Britten arriveerden in 1856 in de vallei. Ze hielpen na de dood van de mehtar diens zoon Aman ul-Mulk II aan de macht. Deze zou het gebied van Chitral aanzienlijk uitbreiden door de resterende rivaliserende families te onderwerpen. In 1877 voerde hij een korte oorlog tegen Jammu en Kasjmir, waarbij hij kort Punyal bezette. Bij zijn dood in 1892 strekte het domein van de mehtar in het oosten tot Gupis in het dal van de Gilgitrivier en in het westen tot in Kafiristan (de oude naam van Nuristan).
Er volgde een strijd om de macht tussen zijn broers en zoons. De Britse agent van Gilgit, George Robertson, marcheerde in 1895 met een 400 man sterk legertje naar Chitral om tussenbeide te komen, maar werd zeven weken in het fort van Chitral belegerd. Dankzij versterking uit Gilgit wisten de Britten uiteindelijk het beleg te doorbreken. Ze installeerden hun favoriete troonpretendent, de 14-jarige Shuja ul-Mulk, als mehtar. Ghizer, Ishkoman en Yasin werden aan Jammu en Kasjmir en de Britse Gilgit Agency toegevoegd; Chitral zelf werd een vazalstaat. De Britten hadden in 1893 al het Durandverdrag met de emir van Afghanistan gesloten, waardoor de westelijke grens van Chitral al vastgelegd was. In 1911 werd Chitral erkend als eigen vorstenstaat, onafhankelijk van Jammu en Kasjmir. Het werd onderdeel van de North-West Frontier Province van Brits-Indië.
Shuja ul-Mulk bleek een trouwe bondgenoot voor de Britten. Tijdens de Derde Anglo-Afghaanse Oorlog in 1919 werd Chitral binnengevallen door Afghaanse troepen, maar de mehtar hielp de Britten de Afghanen te verjagen.
Bij de deling van India in 1947 werd de North-West Frontier Province onderdeel van Pakistan. De toenmalige mehtar, Muzaffar ul-Mulk, stuurde zijn persoonlijke garde naar Gilgit om te helpen bij de opstand tegen de maharadja van Jammu en Kasjmir. De opstand groeide uit tot de Eerste Kasjmiroorlog. Toen Muzaffar ul-Mulk in 1948 onverwachts overleed, greep de Pakistaanse regering in door Saif ur-Rahman, zijn zoon en opvolger, te verbannen. De Pakistaanse regering zette een bestuursraad op die uit plaatselijke gezaghebbers en vertegenwoordigers van Islamabad bestond. Toen de mehter in 1954 terug mocht keren kwam hij om bij een vliegtuigongeluk. Zijn vier jaar oude zoontje werd aangesteld als mehtar, maar in 1969 hief de Pakistaanse dictator Yahya Khan de absolute monarchieën in de vorstenstaatjes op. Sindsdien is Chitral een district binnen de North-West Frontier Province, die in 2010 werd hernoemd in Khyber-Pakhtunkhwa.